# Duales System (Abfallwirtschaft)

Der Grüne Punkt war bis zum Jahr 2003 das Erkennungsmerkmal aller Lizenzierten Verkaufsverpackungen des Dualen Systems.

Das Duale System bezeichnet die haushaltsnahe Sammlung und Entsorgung von gebrauchten Verkaufsverpackungen in Deutschland. Es folgt den Vorgaben des deutschen Verpackungsgesetzes. Die Bezeichnung „Dual“ liegt darin begründet, dass die privatwirtschaftlich organisierte Gesellschaft als zweites System neben der bereits bestehenden öffentlichen Entsorgung eingeführt wurde.

## Entstehung

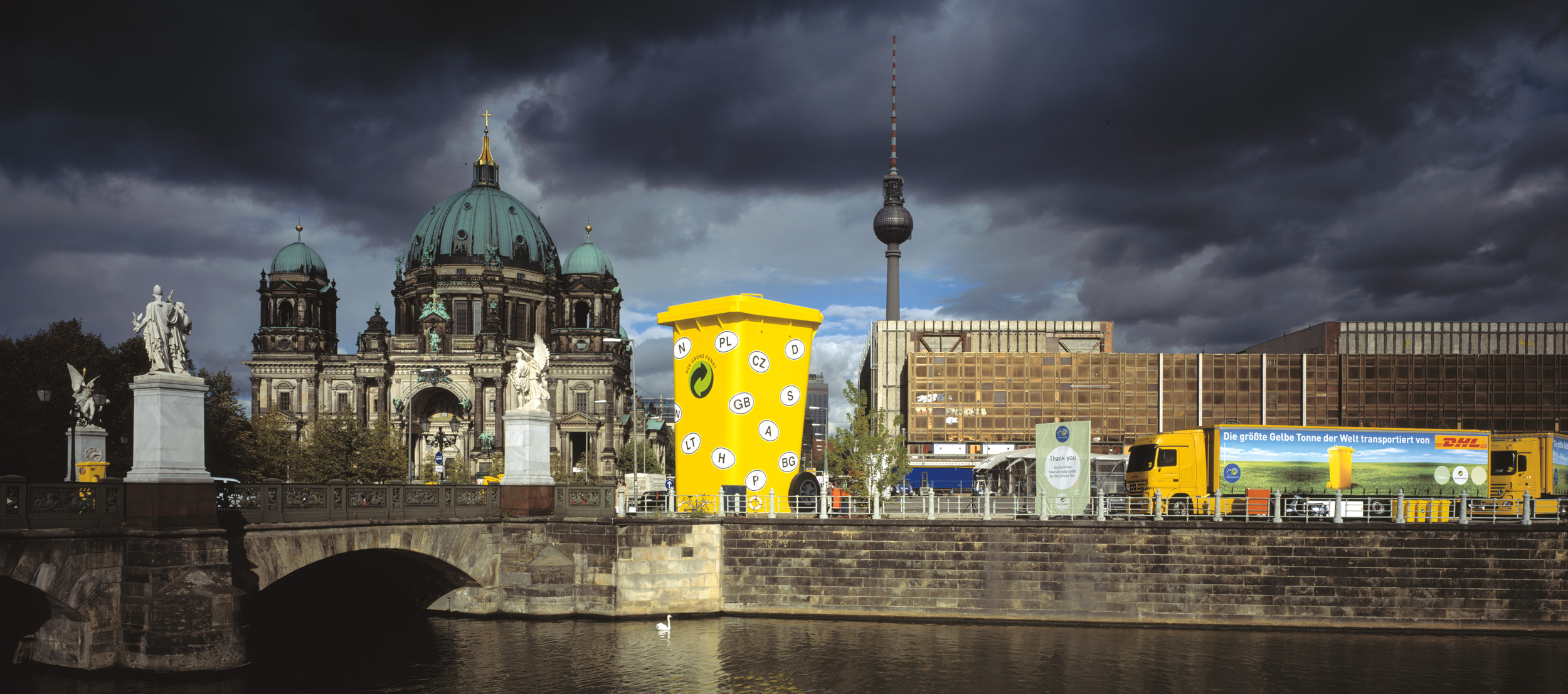
Gelb ist die Erkennungsfarbe des Dualen Systems in Deutschland: In der Gelben Tonne (Installation in Berlin 2015) und im Gelben Sack werden in Deutschland Verkaufsverpackungen gesammelt.

Hintergrund war die 1991 in Kraft getretene Verpackungsverordnung, die die Wirtschaft erstmals verpflichtete, in Umlauf gebrachte Verpackungen nach Gebrauch zurückzunehmen und einer Verwertung zuzuführen. Bis dahin waren ausschließlich die Gemeinden für die Abfallentsorgung zuständig.
Die neue Gesetzgebung veranlasste in Deutschland tätige Unternehmen der Lebensmittel- und Verpackungsbranche, einen Verbund zu gründen, der die Erfüllung der Verwertungspflichten bündeln konnte. Daraus entstand die gemeinsame Entsorgung im dualen System. Die Dienstleistung bestand zunächst darin, die verpflichteten Unternehmen durch die Gewährleistung einer kollektiven Sammlung von ihrer individuellen Rücknahmepflicht zu befreien. Nach der Novelle der Verpackungsverordnung 2009 sind Hersteller und Vertreiber verpflichtet, ihre an den privaten Endverbraucher gerichteten Verpackungen an einem dualen System zu beteiligen.

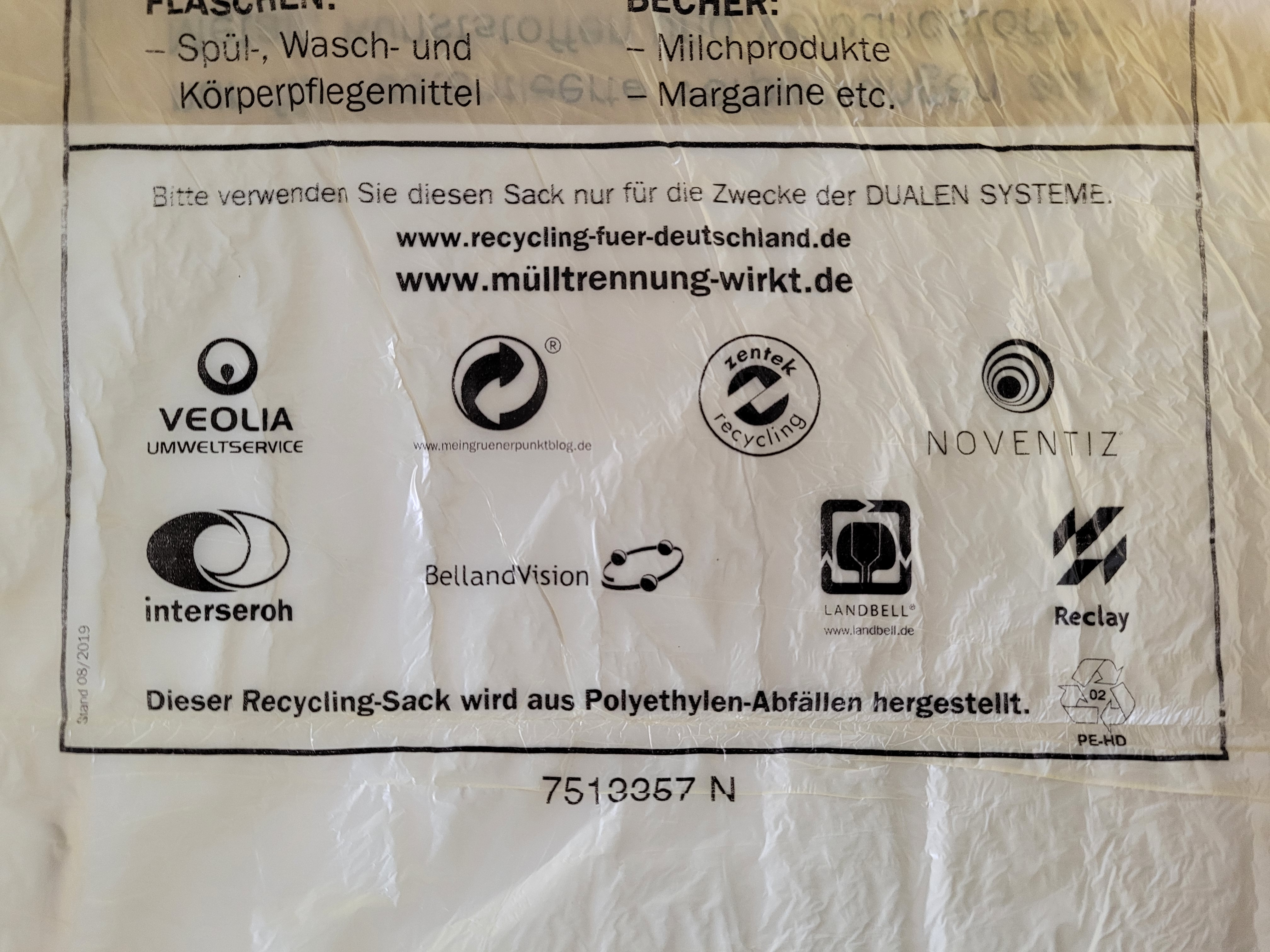
Logos Dualer Systeme auf einem "Gelben Sack" in Berlin 2023

Erster privatwirtschaftlicher Anbieter dieser Dienstleistung war die Der Grüne Punkt – Duales System Deutschland GmbH. Im Jahr 2003 wurde erstmals im Land Hessen mit der Landbell AG für Rückhol-Systeme ein zweiter Systembetreiber zugelassen, der seit 2006 deutschlandweit tätig ist. Als duale Systeme gemäß Verpackungsgesetz (VerpackG) sind Stand Februar 2021 anerkannt:
- Der Grüne Punkt – Duales System Deutschland GmbH
- BellandVision GmbH, vormals Sita Deutschland
- EKO-Punkt GmbH & Co. KG (Remondis)
- Interseroh+ GmbH, vormals Interseroh Dienstleistungs GmbH
- Landbell AG für Rückhol-Systeme GmbH
- Noventiz Dual GmbH (Reconomy Group)
- PreZero Dual GmbH,[3] Teil der Schwarz-Gruppe (Lidl, Kaufland)[4]
- Reclay Holding GmbH (ehem. Redual GmbH und VfW GmbH)
- Recycling Dual GmbH (Smurfit Kappa Group)
- Zentek GmbH & Co. KG (Unterschiedliche Gesellschafter, z. B. Nehlsen, Reiling, Becker)

Eine Koordinierung erfolgt über die Gemeinsame Stelle dualer Systeme Deutschlands GmbH.
Daneben gab es weitere Duale Systeme:
1. ELS Europäische LizenzierungsSysteme GmbH (2018 Insolvenz)
2. Recycling Kontor Dual GmbH & Co. KG (2019 ausgeschieden)
3. Veolia Umweltservice Dual GmbH (2023 ausgeschieden)[6]

Ursprünglich mussten Verpackungen, die am dualen System teilnahmen, gekennzeichnet sein. Bis zum Ende der Monopol-Stellung 2003 wurde dazu ausschließlich Der Grüne Punkt genutzt. Seit 2009 besteht diese Kennzeichnungspflicht nicht mehr, da alle an den privaten Endverbraucher gerichteten Verkaufsverpackungen am dualen System teilnehmen müssen.

## In der Praxis

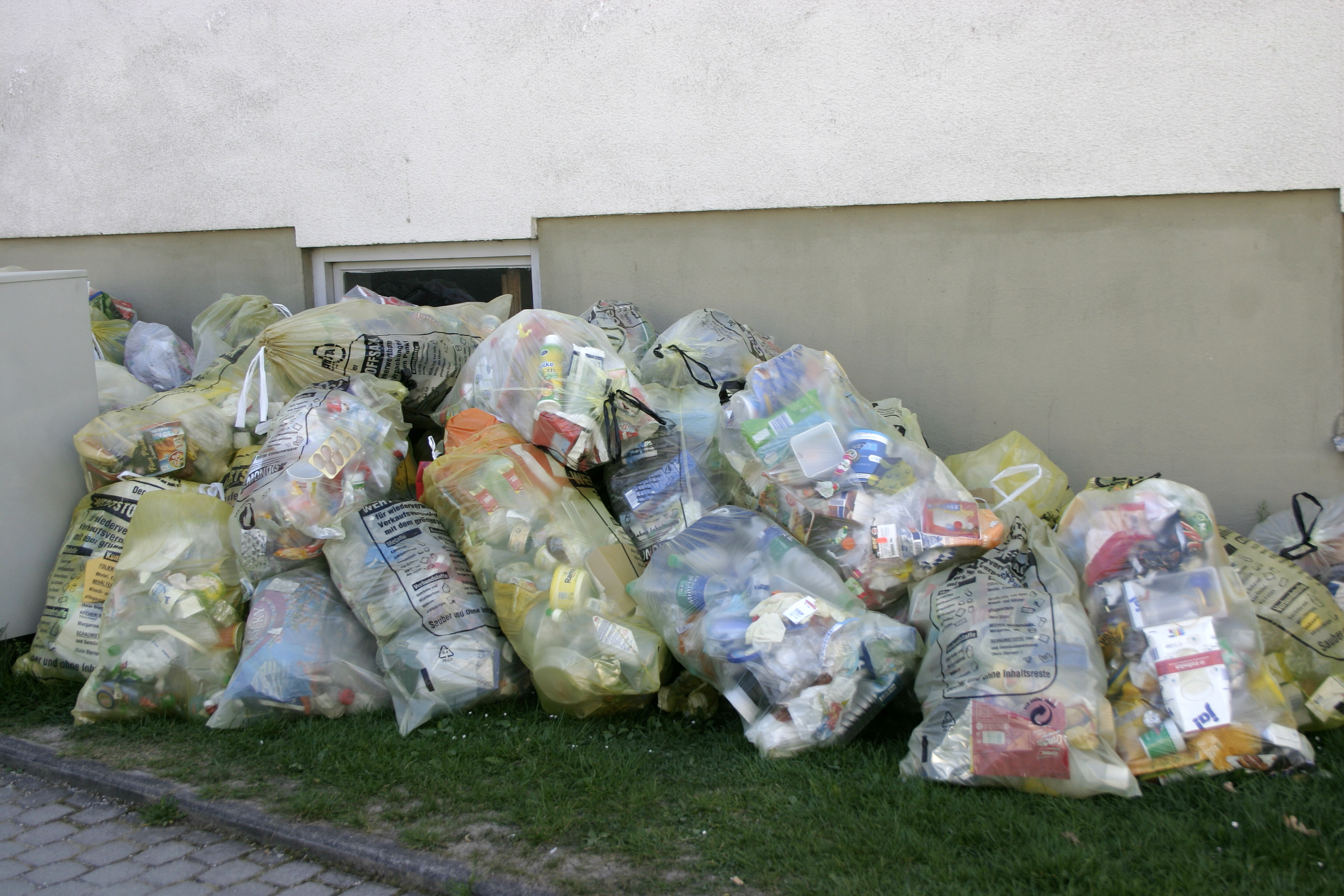
„Gelbe Säcke“ liegen an einer Hauswand zur Abholung bereit

Der überwiegende Anteil der verbrauchten Verkaufsverpackungen (ca. 7 Mio. Tonnen jährlich) wird im dualen System gesammelt und der Verwertung zugeführt (ca. 5,3 Mio. Tonnen jährlich). Die Verpackungen werden von den Verbrauchern nach Abfallart getrennt gesammelt: Altglas in öffentlichen Containern, Altpapier überwiegend über Altpapiertonnen, Leichtverpackungen aus Kunststoffen, Metallen sowie Getränkekartons in den Privathaushalten in der Gelben Tonne oder dem Gelben Sack. In einigen Kommunen vor allem in Süddeutschland werden gebrauchte Verkaufsverpackungen auch über Wertstoffhöfe erfasst.
Im jährlichen Mengenstromnachweis (siehe § 6 Abs. 7 VerpackV) dokumentieren die dualen Systeme gegenüber der zuständigen Landesbehörde oder einer von ihr bestimmten Behörde die Erfüllung ihrer Pflichten. Er enthält alle Daten über die ordnungsgemäße Sammlung, Sortierung und Verwertung der in Deutschland gesammelten und verwerteten Verkaufsverpackungen.
Die Bundestagsabgeordnete Bärbel Höhn stellte 2013 eine parlamentarische Anfrage zur Effektivität des dualen Systems. In der Antwort nannte die Bundesregierung folgende geschätzten Recyclingquoten für das Jahr 2009: Weißblech 92, Aluminium 60, sowie Kunststoffe 43 Prozent. Laut einer Antwort der Bundesregierung auf eine Anfrage der Grünen wurden im Jahr 2014 44,1 Prozent des gesamten Inhalts eines gelben Sacks oder einer gelben Tonne in Müllverbrennungsanlagen verbrannt. Nach einer Berechnung des Öko-Instituts wurden 51,1 Prozent als Ersatzbrennstoff in Zementwerke, 40 Prozent als Input in die stoffliche Verwertung, 6,1 Prozent als Input in Müllverbrennungsanlagen und 2,8 Prozent als Input in die rohstoffliche Verwertung in Hochöfen verbracht.
Allerdings soll nach Berechnungen von Henning Wilts vom Wuppertal Institut für Klima, Umwelt, Energie die tatsächliche Recyclingquote von Plastikprodukten bei gerade mal 5,6 Prozent liegen (Stand 2019).

## Gemeinsame Initiative „Mülltrennung wirkt“
Im März 2020 starteten die dualen Systeme gemeinsam die bundesweite Initiative „Mülltrennung wirkt“. Sie hat zum Ziel, Verbraucherinnen und Verbraucher über die richtige Mülltrennung aufzuklären, um den Restmüllanteil im Gelben Sack und in der Gelben Tonne zu reduzieren.
Denn nach wie vor ist der Anteil an Restmüll im Gelben Sack und in der Gelben Tonne zu hoch. Von den in Deutschland jährlich rund 2,6 Millionen Tonnen über die Gelben Säcke und Tonnen gesammelten Materialien sind etwa 70 Prozent Verpackungen und durchschnittlich 30 Prozent nicht richtig entsorgter Restmüll. Das erschwert oder verhindert das Recycling wertvoller Rohstoffe.
Die Initiative „Mülltrennung wirkt“ soll Bürgerinnen und Bürger motivieren und sensibilisieren, ihre Abfälle besser zu trennen. Denn mit dem am 1. Januar 2019 in Kraft getretenen Verpackungsgesetz (VerpackG) gelten bundesweit nicht nur neue Recyclingquoten, die von den dualen Systemen erfüllt werden müssen (§ 16 VerpackG). Das Gesetz nimmt auch erstmals die Bürgerinnen und Bürger in die Pflicht, ihre Abfälle besser zu trennen (§ 13 VerpackG).
Bereits 2019 war die Initiative „Mülltrennung wirkt“ in einem Pilotversuch in Stadt und Landkreis Euskirchen/NRW erfolgreich getestet worden.